# Re-enter
re>>enter è il secondo album del gruppo romano Fonderia, uscito nel 2006 per la Vinyl Magic.

## Tracce
1. Re-enter (7:52)
2. Fili kudi (7:30)
3. Roofus (8:01)
4. Grandi novità (6:47)
5. Leonardo (8:46)
6. M2 (5:58)
7. Tor pedone (10:39)
8. Quando ero piccolo (4:42)
9. Magma (6:47)
10. Trastevere (6:19)

## Formazione
- Emanuele Bultrini - chitarre elettriche e acustiche, guitar synth, oud, zither, shaker, live electronics
- Federico Nespola - batteria, tabla, samples, live electronics
- Luca Pietropaoli - tromba, flicorno, cornetto
- Stefano Vicarelli - piano, Rhodes, Hammond C3, Moog Voyager, Clavinet, Theremin, synth, dot com modular synth, beats
- Claudio Mosconi - basso elettrico, contrabbasso

### Ospiti
- Rodolfo Maltese - chitarra acustica ("Grandi novità")
- Marcello Allulli - sax tenore ("Leonardo")
- Pap Yeri Samb - djembe, shaker ("Fili Kudi")
- Angelo Valeri - clarinetto ("Quando ero piccolo"), sax tenore ("Fili Kudi")
- Stefania Grillo - violoncello ("Quando ero piccolo")